# Luce (mascotte)

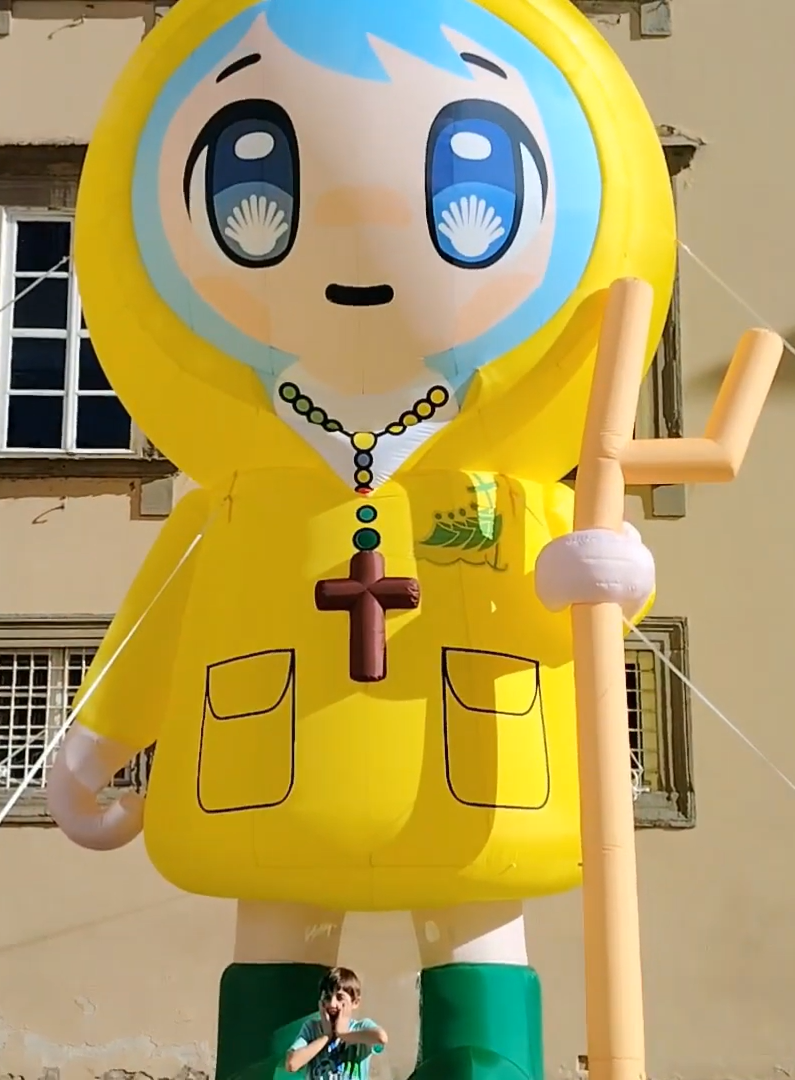
Il gonfiabile di Luce al Lucca Comics & Games del 2024.

Luce è la mascotte ufficiale del Giubileo del 2025. Ideata dal fondatore di Tokidoki, Simone Legno, raffigura una pellegrina cattolica. Luce ha un cane di nome Santino e amici di nome Fe, Xin e Sky. Il design di Luce e dei suoi amici è stato paragonato ai personaggi degli anime.

## Creazione e sviluppo
Luce ha dei capelli blu e indossa un impermeabile giallo, che richiama la bandiera della Città del Vaticano e simboleggia il "viaggio attraverso le tempeste della vita". Porta con sé un bastone da pellegrino, che rappresenta "il pellegrinaggio verso l'eternità", e indossa stivali macchiati di fango che alludono invece a "un viaggio lungo e difficile". Nei suoi occhi sono presenti dei riflessi di luce a forma di conchiglia, simbolo tradizionale del pellegrinaggio cattolico, e vengono descritti come "simbolo della speranza del cuore". Indossa anche un rosario al collo.
L'autore, Simone Legno, ha detto che spera che "Luce possa rappresentare i sentimenti che risuonano nei cuori delle giovani generazioni".

## Storia
Luce è stata presentata dall'arcivescovo Rino Fisichella del Dicastero per l'evangelizzazione il 28 ottobre 2024, dicendo che è stata ispirata dal desidero della Chiesa cattolica di "vivere all'interno della cultura pop, tanto amata dai nostri giovani". Luce è la rappresentante della Santa Sede al Lucca Comics & Games del 2024, che è anche la prima volta che il Vaticano partecipi ufficialmente a una fiera del fumetto. Il suo grande gonfiabile presente alla fiera è diventato un luogo popolare per il selfie. Luce rappresenterà anche la Santa Sede all'Expo 2025 a Osaka, in Giappone.

## Accoglienza
Dopo l'annuncio di Luce, sono apparsi sul web diversi meme di internet e fan art su di lei.
Diversi utenti dei social media, come Twitter, hanno scherzato sul design del personaggio e la scelta della Chiesa cattolica di utilizzare uno stile anime, comparando il design della mascotte a quello di Ai Ohto, la protagonista di Wonder Egg Priority, e Rei Ayanami di Neon Genesis Evangelion. Emanuele Vietina, il responsabile del Lucca Comics & Games, ha fatto notare la somiglianza con Arale Norimaki di Dr. Slump.
Luce ha ricevuto reazioni miste dai cattolici online. Mentre molti di loro hanno approvato la mascotte, alcuni cattolici tradizionalisti l'hanno criticata, definendola "troppo moderna e sciocca" per rappresentarli. Sempre secondo i tradizionalisti, Luce "assomiglia troppo" all'attivista Greta Thunberg. Alcuni hanno criticato il rosario multicolore, sostenendo che somigliasse a una bandiera LGBT; tuttavia i colori usati sono quelli del rosario creato da Fulton John Sheen. Lo sceneggiatore di fumetti Roberto Recchioni ha espresso apprezzamento per il design del personaggio.
Ken Iikura-Gross di Anime News Network ha paragonato l'uso della Chiesa cattolica di una mascotte anime a Cristo Compagnone del film Dogma. Nel film, Cristo Compagnone è un redesign commerciale di Gesù Cristo usato per attrarre i giovani. Kevin Smith, il regista di Dogma, ha detto che "Cristo Compagnone ha fatto l'occhiolino, così che Luce potesse dilatare (gli occhi)".